# Argos-Mykeny
Argos-Mykeny (gr. Δήμος Άργους-Μυκηνών, Dimos Argus-Mikinon) – gmina w Grecji, w administracji zdecentralizowanej Peloponez, Grecja Zachodnia i Wyspy Jońskie, w regionie Peloponez, w jednostce regionalnej Argolida. Siedzibą gminy jest Argos, a siedzibą historyczną są Mykeny. W 2011 roku liczyła 42 022 mieszkańców. Powstała 1 stycznia 2011 roku w wyniku połączenia dotychczasowych gmin: Argos, Nea Kios, Lerna, Mikines, Kutsopodi i Lirkia oraz wspólnot Achladokambos i Lirkia.